# Esquirol volador de Phayre
L'esquirol volador de Phayre (Hylopetes phayrei) és una espècie de rosegador de la família dels esciúrids. Viu a la Xina, Myanmar, Tailàndia i el Vietnam. Es tracta d'un animal nocturn que s'alimenta de fruita. Els seus hàbitats naturals són els boscos de baix montà i els boscos caducifolis mixtos. És una espècie en risc mínim, és a dir, no sembla que hi hagi cap amenaça significativa per a la seva supervivència.
Aquest tàxon fou anomenat en honor del militar britànic Arthur Purves Phayre.